# 海老沢
海老沢（えびさわ）は、茨城県東茨城郡茨城町の大字。

## 地理
茨城町の南東部、涸沼の西岸に位置し、北は涸沼川を隔てて上石崎、寛政川を隔てて駒場、西は神宿、神谷、鳥羽田、南は城之内、東は桜川を隔てて宮ヶ崎と隣接する。かつては舟運で栄えた街であり、旧・沼前村の中心市街地であったことから県道50号沿線、県道115号沿線は多くの商店が建ち並んでいる。一方、台地上や涸沼川沿いの多くは農耕地となっている。

## 小字
以下の小字がある。
- 海士部
- 井戸尻
- いななき
- ウサキ
- 内ボック
- 馬坂
- 馬廻し
- オイナコ
- 大海老沢
- 大千俵
- 御蔵下
- 海道東
- 上塙
- 神宿境
- カヤの木
- 北宮
- 北山
- 小千俵
- 小ヌカリ
- 御料
- 権現峯
- 西郷
- 桜川
- 七反町
- 清水
- 下塙
- 下ぶたい
- 知ゆこだ
- 宿
- 城之内境
- 城跡
- 城跡東下
- 城大海老沢
- 城中
- 新道
- 杉下
- 鈴振
- 大道附
- 大道前
- 当ヶ久保
- トウシ窪
- 外ノ内
- 長峯
- ハサマ
- 橋本道添
- 鳩山
- 涸沼
- 平本
- 富士山脇
- 富士発句
- 舟山
- ブタイ
- 坊主田
- 松ノ木発句
- 巳た
- 宮前
- 宮脇
- 百山
- 薬師前
- 薬師脇
- 山下
- 湯口
- 横町
- 若宮

## 歴史
- 1645年（正保2年）: 海老沢河岸問屋が開かれる。
- 1707年（宝永4年）：松波勘十郎によって勘十郎堀（紅葉運河）の掘削工事が開始される。
- 1889年（明治22年）：海老沢村が小堤村・駒場村・神宿村・宮ヶ崎村・網掛村・城之内村と合併し、鹿島郡沼前村が誕生。海老沢村は沼前村大字海老沢に
- 1955年（昭和30年）2月11日：沼前村が東茨城郡長岡町、上野合村、川根村と合併し、東茨城郡茨城町が誕生。茨城町大字海老沢になる。

## 世帯数と人口
2022年（令和4年）3月31日現在の世帯数と人口は以下の通りである。
| 町丁   | 世帯数  | 人口  |
| ------ | ------- | ----- |
| 海老沢 | 275世帯 | 625人 |

## 小・中学校の学区
町立小・中学校に通う場合、学区は以下の通りとなる。
| 番地 | 小学校             | 中学校             |
| ---- | ------------------ | ------------------ |
| 全域 | 茨城町立青葉小学校 | 茨城町立青葉中学校 |

## 交通

### 道路
- 茨城県道16号大洗友部線
- 茨城県道50号水戸神栖線
- 茨城県道115号子生茨城線

### 橋梁
- 涸沼大橋
  - 県道50号線の涸沼川に架橋する橋で当地と上石崎船渡地区を結ぶ。初代の橋は1962年（昭和37年）に長さ160.6m、巾4mの木橋として開通。現行の2代目の橋は1971年（昭和46年）に永久橋として開通。長さ168.7m、巾7.5m。
- 岸前橋
  - 読みは「かしまえばし」。県道16号の桜川に架橋する橋で当地と宮ヶ崎地区を結ぶ。初代の橋は1970年（昭和45年）にコンクリート舗装で開通。当初は農道の橋だったが、宮ヶ崎バイパス工事に伴い廃橋となり解体。2007年（平成19年）に県道16号宮ヶ崎バイパスとして開通した際に現行の2代目の橋となり供用開始した。
- 桜橋
  - 県道115号の桜川に架橋する橋で当地と宮ヶ崎地区を結ぶ。

#### 過去
- 潮止橋
  - 県道50号線の寛政川に架橋していた橋で、涸沼大橋のすぐ南にあった。1968年（昭和43年）の河川改修工事で寛政川が涸沼大橋の150m上流（馬割干拓）で涸沼川に合流する形となり橋としての役目を終えた。

### 鉄道
- 当地内に鉄道は走っていない。最寄り駅は鹿島臨海鉄道大洗鹿島線涸沼駅となる。

### バス
1900年代に客馬車として海老沢 - 奥ノ谷 - 水戸を結んだのが当地内の公共交通の最初である。その後、1937年（昭和12年）3月26日に鹿島参宮鉄道バス（関東鉄道の前身）が鹿島参宮自動車を買収し、水戸 - 鉾田 - 鹿島間などの路線バスを営業開始した。2022年現在も水戸 - 鉾田間の途中経由地として路線バスが運行されている。当所から水戸駅までの所要時間は約50分。運賃は800円である。
- 太字は当地内にあるバス停

| 系統 | 主要経由地 | 行先           | 運行会社  |
| ---- | --- | -------------- | --------- |
|      | 鉾田駅・舟木・海老沢坂上・海老沢坂下・海老沢・海老沢横町・本郷・茨城町役場・奥ノ谷・長岡・県庁前・千波・大工町・水戸駅 | 鉾田駅・水戸駅 | ■関東鉄道 |

## 施設

### 商業施設
- ミニストップ茨城町海老沢店

### 史跡
- 海老沢河岸跡
- 勘十郎堀跡
  - 涸沼西岸から紅葉村（現・鉾田市）を結ぶ計画の運河で、1707年7月に掘削工事が開始されたが、1709年正月に松波の罷免によって工事は中止。未完に終わった[7]。掘割の跡地は『本郷』バス停から南側に山間を縫うように水田として利用されている。なお、掘割跡地の見学コースは隣の城之内地内にある。
- 海老沢館跡

### 公共施設
- 海老沢ふるさとコミュニティセンター
- 本郷ふるさとコミュニティセンター